# Scintillatie (astronomie)
Scintillatie in de astronomie (ook bekend als atmosferische scintillatie) is het fonkelen van de sterren dat wordt veroorzaakt door instabiliteit van de dampkring van de Aarde (seeing). Luchtdeeltjes zijn constant in beweging door temperatuurverschillen. Hierdoor lijkt op een warme dag de horizon te trillen. Hemellichamen zoals sterren ondervinden hetzelfde effect. Zelf fonkelen zij niet, maar doordat ze door de dampkring schijnen wordt hun licht enigszins afgebogen en gebroken (zoals in een prisma), waardoor de ster licht lijkt te trillen of voortdurend van kleur te veranderen. Dit effect wordt opvallender naarmate de ster dichter bij de horizon staat, aangezien het licht dan een veel langere weg door de dampkring moet afleggen – en dus meer breking ondervindt – dan wanneer de ster hoog staat.
Scintillatie is het duidelijkst zichtbaar bij lichtbronnen die de omvang van een punt benaderen, zoals het geval is bij sterren. Planeten ondervinden ook scintillatie, maar die is nauwelijks zichtbaar doordat planeten veel dichter bij de aarde staan en daardoor een klein schijfje aan de hemel vormen in plaats van een punt. Dit verschil in scintillatie kan worden gebruikt om met het blote oog sterren en planeten van elkaar te onderscheiden.